# Барендрехт

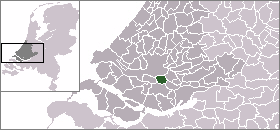
Расположение общины Барендрехт на карте Нидерландов

Барендрехт (нидерл. Barendrecht) — город и община в провинции Южная Голландия (Нидерланды).

## История
Община образовалась на земле, отвоёванной у воды в XIII веке. Здесь было три феодальных владения: Ост-Барендрехт (о нём есть упоминания, датируемые 1264 годом), Вест-Барендрехт и Карниссе. Во время Наполеоновских войн, когда Голландия была присоединена к Франции, три владения были слиты в единую общину. После восстановления голландской независимости община была опять разделена на Ост-Барендрехт и Вест-Барендрехт, но в 1836 году они вновь были слиты в единую общину.

## Известные уроженцы
- Инге де Брюин — выдающаяся нидерландская пловчиха, 4-кратная олимпийская чемпионка

Анвар Эль-Гази -- известный футболист, победитель кубка и суперкубка Нидерландов